# Fritz Schnürle
Fritz Schnürle (23 febbraio 1898 – 9 novembre 1937) è stato un calciatore tedesco, di ruolo attaccante.